# فالنتين فيلدمان
فالنتين فيلدمان (بالفرنسية: Valentin Feldman)‏ هو عضو في المقاومة الفرنسية ‏ وفيلسوف فرنسي، ولد في 23 يونيو 1909 في سانت بطرسبرغ في روسيا، وتوفي في 27 يوليو 1942 في Fort Mont-Valérien ‏ في فرنسا بسبب إعدام رميا بالرصاص.